# Michalli da Ruodo
Michalli da Ruodo, italianisiert Michele da Rodi (Michael von Rhodos), (* vor 1385 auf Rhodos; † 1445 in Venedig) war ein venezianischer Ruderer, Schiffsführer und Händler, der bis in die höchsten Positionen der venezianischen Marine aufstieg, die für Nichtadlige zu erreichen waren. Ab 1434 verfasste er zwei Handschriften, die neben seiner sieben Seiten umfassenden Lebensbeschreibung zahlreiche, für Handel und Kalender seinerzeit nützliche Berechnungen enthielten, aber auch einen Abschnitt zur Astrologie, einen der ältesten Portolane und die älteste Abhandlung über den Schiffbau. Erst 2004 entdeckte man Michalli als Verfasser der Handschrift, die lange einem anderen zugeschrieben wurde. Michalli fuhr vier Jahrzehnte lang auf Handels- und Kriegsschiffen vom östlichen Mittelmeer und dem Schwarzen Meer bis nach Flandern und London. 

## Leben
Michalli da Ruodo, von dessen Familie nichts bekannt ist, der aber seine Jugend wohl auf Rhodos verbrachte, begann 1401 als einfacher Ruderer (homo da remo) in der venezianischen Marine. Bis 1422 gelang es ihm, bis zum Assistenten des Flottenführers, also zum armiraio aufzusteigen, womit er den höchsten, nicht dem stadtvenezianischen Adel vorbehaltenen Posten erklomm. Michalli lernte den gesamten Mittelmeerraum auf vierzig Kriegs- und Handelsfahrten kennen. Darüber hinaus reiste er in Handelsangelegenheiten mehrfach bis nach Flandern und London, und er nahm an Kriegsfahrten gegen das osmanische Gallipoli, im Kampf um Thessaloniki (1423–1430) sowie an Kämpfen gegen Piraten und an zwei bedeutenden Seeschlachten teil. 1437 fuhr er nach Konstantinopel, um Kaiser Johannes VIII. Geleit für seine Reise in den Westen zu geben. Als der Kaiser 1439 zurückkehrte, geschah dies mit der Flotte, mit der Michalli als homo de conseio mitfuhr, einem der höchsten Marineposten. Als armiraio fuhr Michalli 1440 mit der Flotte, die König Janus von Zypern seine venezianische Braut überbrachte.

### homo da remo(1401–1405)

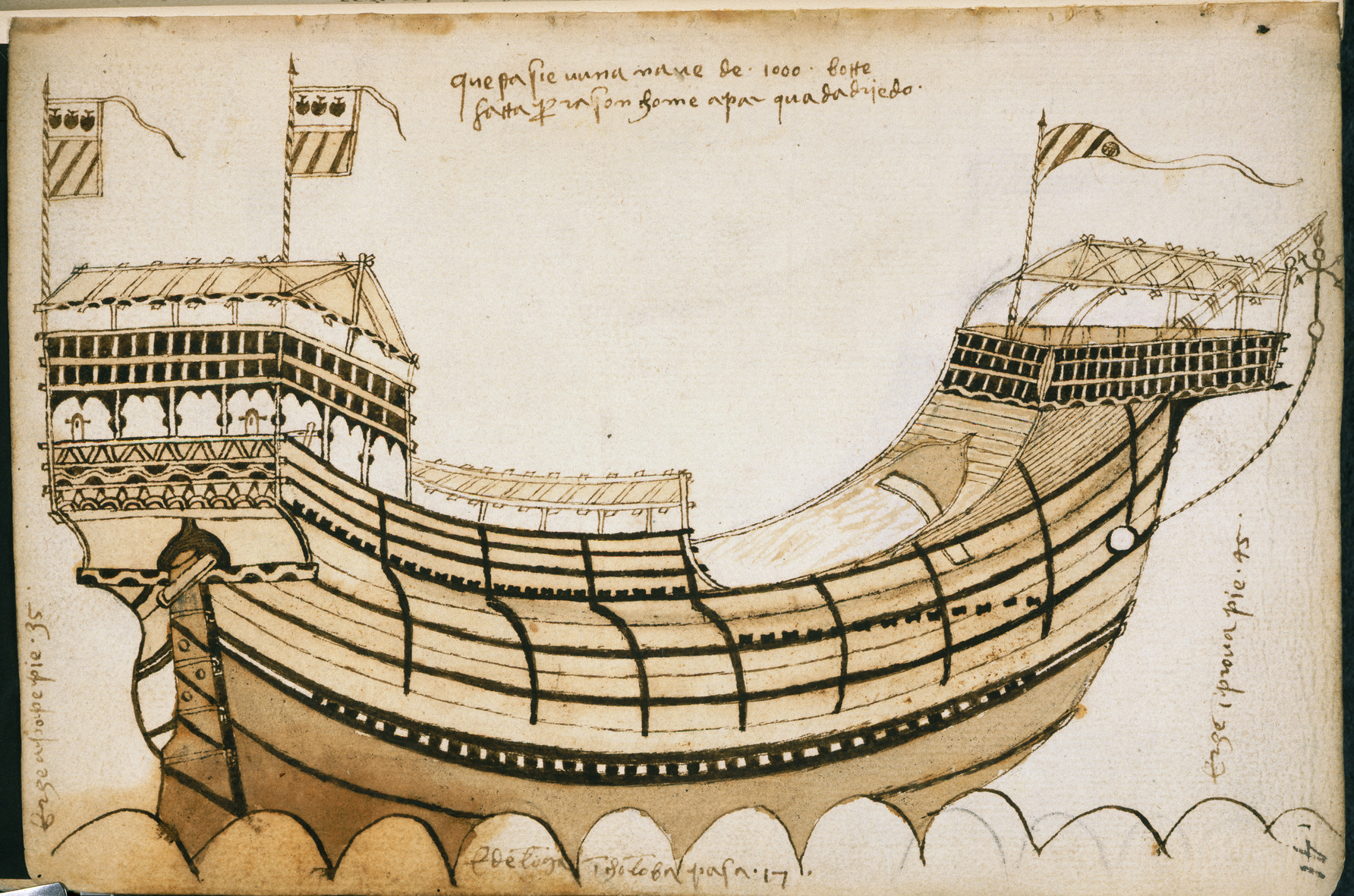
Darstellung eines Schiffes, entstanden um 1447–1449 in Venedig (?), British Library, Cotton Titus A. XXVI, f. 41

Folgt man seiner siebenseitigen, selbst verfassten Lebensbeschreibung, so heuerte Michalli am 5. Juni 1401 als Ruderer auf einem venezianischen Schiff an, das nach Manfredonia in Apulien fuhr. Wahrscheinlich, so folgerten die Editoren der Handschrift aus Michallis griechischen Gebeten, war er erst vor kurzem von Rhodos nach Venedig gekommen. Unklar ist, ob er Sklave oder Freier war, aus einer Handwerker- oder Händlerfamilie stammte, oder ob sein Vater selbst zur See fuhr. Seine Heimatinsel beherrschten seit 1291 die Hospitaliter, ein Militärorden, der im Heiligen Land entstanden war. Als Michalli nach Venedig ging, dehnten die Osmanen ihr Reich immer weiter auf den Balkan aus, nachdem es ihrem Sultan Bayezid I. 1396 gelungen war, bei Nikopolis die Kreuzzügler zu besiegen, die dem Rest des Byzantinischen Reiches zu Hilfe eilen wollten. Zugleich kündigte sich im Osten der Vormarsch Timurs an, der 1402 den Osmanen eine schwere Niederlage beibrachte. Venedig, das vor allem in der Ägäis zahlreiche Inseln und Küstenorte kontrollierte, hatte angesichts dieser Gefahren einen erhöhten Bedarf an Ruderern für seine Kriegs- und Handelsmarine. Allerdings unterhielt die seebeherrschende Stadt mit den Hospitalitern ein Abkommen, das es ihr verbot, entflohene Sklaven anzuheuern. 
In jedem Falle war das Leben als homo da remo äußerst hart und überaus gefährlich. Auf den etwa 40 m langen und 7 m breiten, nur wenig mehr als 3 m hohen Galeeren ballten sich im Schnitt 215 Männer. Jeder Ruderer saß mit zwei weiteren rematori auf Bänken, die auf beiden Seiten des Hauptdecks angebracht waren, und an denen sie auch schliefen. Normalerweise waren 30 solcher Bänke mit 180 Ruderern an Bord. So waren die Männer gezwungen, ständig an ihrem Platz zu bleiben, und sie waren dabei allen Unbilden des Wetters ausgesetzt. Auf den meisten Schiffen wurde a sensile gerudert, d. h. jeder Mann pullte sein eigenes, etwas über 8 m langes Ruder. Dabei waren diese Vortriebsmittel so schwer, dass jeweils nur zwei Züge erfolgten, die von einer Pause von einem Zug unterbrochen wurden. Außerdem ruderte immer nur die Hälfte der Mannschaft. Zugleich ging man der größten Tageshitze aus dem Weg, indem man schon im Dunkeln oder in der Morgendämmerung aufbrach, um das nächste Ziel am frühen Nachmittag zu erreichen. Trotz der Ausstattung mit Lateinersegeln ruderten die Männer etwa während eines Viertels der Strecke, selbst auf Langstrecken, wie der nach London oder Alexandria. Dabei bestand die erste Mahlzeit des Tages üblicherweise aus biscotti, also hartgebackenen, sehr trockenen und damit haltbaren zwiebackartigen Broten. Hinzu kam eine Brotsuppe und vielleicht etwas Käse. Wein wurde selten ausgegeben, ebenso wie Fleisch. Einseitige Ernährung, das dauerhafte Sitzen, der enorme Wasserverlust verursachten häufig Ausfälle, ähnlich wie Skorbut. 
Das erste Schiff, auf dem Michalli mitruderte war ein Wachschiff, also ein Begleitschiff, das die Aufgabe hatte, die Hauptrouten des venezianischen Handels zu kontrollieren und zu schützen, etwa gegen Piraten. Das galt vor allem für die Schiffskonvois, die mudue oder mude, die nach Konstantinopel, Beirut oder Alexandria fuhren, aber auch nach Flandern und ab 1438 nach Tunis. Normalerweise bestand eine solche Wache aus vier oder fünf Schiffen, so dass die kleine Flotte 800 bis 1000 Mann aufbieten konnte.
Schiffsführer des ersten Schiffes, auf dem Michalli auf der Ruderbank saß, war Pietro Loredan, ein seinerzeit sehr bekannter Flottenführer. Er fuhr nach Manfredonia, um die Getreideschiffe in diesem Raum zu schützen. Im August 1401, Michalli war zwei Monate an Bord, wurde das Schiff nach Korfu abkommandiert, um den Kampf gegen Ladislaus von Anjou, den König von Neapel zu unterstützen. Dieser ließ sich 1403 zum ungarischen König krönen. Militärisch konnte er sich gegen Sigismund aber nicht durchsetzen, der gleichfalls Ansprüche auf Ungarn und damit auf Dalmatien erhob. Letzteres berührte unmittelbar venezianische Interessen. Seine Rechtsansprüche auf Dalmatien verkaufte Ladislaus 1409 für 100.000 Dukaten an die Republik Venedig. Für Michalli ging die Fahrt 1401 von Korfu nach Candia, der kretischen Hauptstadt, dann zurück nach Modon auf dem Peloponnes, das zu dieser Zeit ein wichtiger Zwischenhalt für alle Fernhändler und Kriegsflotten war. Gegen Herbstende 1401 kehrte das Schiff nach Venedig zurück. 
Doch nicht nur in die Auseinandersetzungen zwischen Venedig, Ungarn und dem Reich geriet Michalli, sondern auch in die Kämpfe zwischen Genua und Venedig. Die beiden Städte bekriegten sich seit mehr als 100 Jahren immer wieder, wie etwa 1350 bis 1355. Genua hatte im Chioggia-Krieg von 1378 bis 1381 gar versucht, Venedig zu erobern. 1403 kommentierte Michalli, der offenbar ein ausgesprochenes Wir-Bewusstsein besaß, den Sieg der Venezianer über die Genuesen mit: „die Zeit, in der wir Pozichardo brachen“. Mit diesem Namen belegte man Marschall Boucicault, den Herrn Genuas. Im März 1403 hatte Carlo Zeno Order erhalten, die Genuesen, die es womöglich, so fürchtete man in Venedig, auf Zypern abgesehen hatten, davon abzuhalten, venezianische Schiffe zu kapern. Die Galeere, auf der Michalli ruderte, stand unter dem Kommando des sopracomito Andrea da Molin. Doch Boucicault griff überraschend Beirut an, wobei er die dort im Hafen liegenden Schiffe Venedigs plündern und die venezianischen Warenhäuser niederbrennen ließ. Diese Nachricht erreichte Carlo Zeno am 9. September, woraufhin er das Schiff des Andrea da Molin nach Venedig schickte, um neue Order zu erhalten. Während dieses Schiff auf dem Rückweg von Venedig war, trafen am 7. Oktober Venezianer und Genuesen vor Modon aufeinander. Etwa 600 Genuesen wurden in dem vierstündigen Kampf getötet, drei Galeeren mit etwa 400 Mann an Bord fielen in die Hand der Venezianer, die ihrerseits 300 Mann und eine Galeere einbüßten. Michalli war in diesen Kampf nicht verwickelt, denn sein Schiff, mit Order, sich keinesfalls auf einen Kampf einzulassen, erreichte Zeno erst einen Tag nach der Seeschlacht. 
Michalli diente nur noch einmal als einfacher Ruderer im Rahmen der Wachfahrten, denn 1405 heuerte er als proder an. Dieser hatte die Aufgabe, Neulingen auf der Ruderbank alles Notwendige beizubringen, und dafür zu sorgen, dass sie einen gemeinsamen Rhythmus einhielten. Im Jahr zuvor hatte Michalli auf einer Handelsgaleere gerudert, die in einem Schiffskonvoi nach Flandern gefahren war, wohin er später noch oft gelangte. Diese Handelsfahrten lohnten sich vor allem deshalb, weil der Überlandhandel durch beständige Kriege fast unmöglich geworden war, so wie die französischen Messen unter erheblichen Handelseinbußen zu leiden hatten. Die vier oder fünf Galeeren der Flandernmudua verließen Venedig üblicherweise Ende April oder Anfang Mai, um zunächst Lissabon anzusteuern. Von dort ging es nordwärts nach London, Sandwich oder Southampton. Die übrigen fuhren nach Sluys. Die Waren gingen von dort durch ein Kanalsystem nach Brügge. Gegen Jahresende kehrten die Schiffe nach Venedig zurück.
Für den Rhodier hatte diese Fahrt den großen Vorteil, dass er zollfrei Waren auf eigene Rechnung mitverfrachten durfte, ein Recht der Mannschaften, das portata genannt wurde. Dabei hing die Bemaßung der Menge und des Wertes vom Rang innerhalb der Marinehierarchie ab. Da schon ein Gerücht von der Ankunft der Schiffskonvois die Preise in die Höhe trieb, lohnte es sich für die Mannschaften, ihre Güter gleich am Kai zu erstehen bzw. zu verkaufen. Doch konnte man seine portata auch verkaufen. Michalli war schon von seiner ersten Fahrt an bei diesem Handel dabei. Bei seiner nächsten Fahrt als proder fuhr er 1406 nach London.

### nochiero(1405–1413)
Schon 1405 diente Michalli gelegentlich als nochiero, wahrscheinlich weil einer der Männer ausgefallen war. Michalli verzeichnete dies als erste große Ehrbezeigung seiner Person. Er durfte nun unter Deck schlafen, er durfte am Tisch der Offiziere speisen und das Essen wurde deutlich besser. Zudem wurde sein Ehrgeiz nun deutlicher wahrnehmbar. 1407 kehrte er als nochiero auf eines der Wachschiffe zurück, dann arbeitete er auf Handels- und Kriegsschiffen gleichermaßen bis 1413. Michalli war einer von acht nochieri, wobei nicht klar ist, welche genauen Aufgaben ein solcher Mann zu dieser Zeit auszuführen hatte. Unter den Augen des paron und des comito, seinen Vorgesetzten, lernte er nun alles über Ballast und Verstauen, Anker und Steuer, vor allem aber über das Segeln. 
Auf Wachschiffen fuhr Michalli von 1407 bis 1410 im neu erworbenen Rang. Über die Kämpfe ist wenig bekannt, außer, dass es gelang, in der Ägäis 1409 einiger Piraten habhaft zu werden. Im Vordergrund stand jedoch der Kampf um Dalmatien gegen die Ungarn. Gleichzeitig kämpften lokale Magnaten um ihre Unabhängigkeit und die Osmanen mischten sich zunehmend ein. 1407 besetzte eine osmanische Armee Lepanto am Golf von Korinth. Eine venezianische Flotte unter Führung von Fantin Michiel konnte die Stadt in einem Überraschungscoup kampflos einnehmen. Anführer dieses Coups war Michallis sopracomito Bertuccio Diedo. Dessen Truppen bestanden aus Armbrustschützen, unter diesen Michalli. Doch scheiterte der Angriff letztlich am Kastell oberhalb der Stadt. Nach dem Friedensschluss kam die Stadt wieder an Venedig, doch wurde sie 1444 endgültig von Osmanen erobert. 
Michalli fuhr in den Jahren 1411 bis 1413 jedes Jahr nach Flandern, wobei er seine erhöhte portata nutzen konnte. Vor allem aber lernte er, wie man eine Galeere navigierte, er erlernte den Gebrauch des Kompasses, von Seekarten und der Rechenkunst.

### paron(1414–1420)
1414 diente Michalli erstmals in der Wachflotte als paron. Damit erhielt er Befehle nur noch vom comito, der auf Kriegsschiffen dem sopracomito unterstand, auf Handelsschiffen dem patron. Zugleich wurde Michalli einer der drei höchsten Offiziere an Bord. Vermutlich schon zu dieser Zeit hatte der paron die Aufgabe, das neu gebaute Schiff klar zur Abfahrt zu machen. Diese neuen Schiffe waren praktisch nur mit Anker und Masten ausgestattet. Alles andere lag in der Verantwortung des paron, angefangen von den Tauen und Tampen über Segeltuch bis hin zu den Waffen. Auf See überwachte er die Arbeit der nochieri und der homini da remo.
In der neuen Funktion diente Michalli auf Wachschiffen in den Jahren 1414 und 1415. Als er 1415 nach Venedig zurückkehrte, war seine Frau Dorotea verstorben. Wahrscheinlich hatte er sie nach seiner Ankunft in Venedig geheiratet, denn ihr gemeinsamer Sohn Teodorino, der den Vater 1422 auf einer Fahrt begleitete, muss zu dieser Zeit mindestens 16 Jahre alt gewesen sein. Offenbar war Dorotea Venezianerin, denn Michalli erbte so eine Reihe von Vorrechten venezianischer Bürger. 
1416 nahm Michalli an der Schlacht bei Gallipoli teil, der ersten Seeschlacht zwischen Venezianern und einer osmanischen Flotte. Der zugrundeliegende Konflikt eskalierte seit 1415, als eine türkische Flotte einen Konvoi angriff, der aus dem Schwarzen Meer zurückkehrte. Die Schiffe flohen in den Hafen des venezianischen Negroponte, doch griffen die Türken Anfang Dezember die Stadt an. Aus dem Umland verschleppten sie 1500 Griechen in die Sklaverei. Ein Gesandter an Sultan Mehmed I. wurde von einer starken Flotte unter Pietro Loredan begleitet, die am 27. Mai in die Dardanellen einfuhr. Nach einigen Geplänkeln an Land kam es zu einer offenen Seeschlacht, die vom frühen Morgen bis 2 Uhr nachmittags andauerte. Michallis Männern gelang es, eine galleota zu kapern, eine kleine Galeere mit 23 Bänken, dann eine weitere mit 19 Bänken. Mit zwei weiteren Schiffen lieferten sich Michallis Männer einen Kampf mit dem türkischen Flaggschiff, wobei der türkische Admiral getötet und sein Schiff gekapert wurde. Insgesamt starben 12 Venezianer und 340 wurden verletzt. Mehrere Hundert Türken starben, 1100 wurden in Gefangenschaft geführt. Unter den Gefangenen war Giorgio Calergi, ein Kreter, der vor langer Zeit einen Aufstand gegen Venedig geführt hatte. Loredan befahl, den Schwerverletzten auf dem Puppdeck vierteilen zu lassen. Die übrigen Gefangenen waren christliche Seefahrer, die Loredan als Warnung für andere Christen niedermachen ließ. Michalli vermerkte nur den „Sieg über die Türken“ in seinem Manuskript.
1417 segelte Michalli als homo de conseio, er durfte also erstmals auf einer Handelsfahrt einen Schiffsführer beraten und den Händlern Anweisungen erteilen. Doch diese Position war eine Ausnahme. Erst ab 1430 erhielt er diesen Titel dauerhaft. 1420 fuhr er wieder als paron. 1419 erhielt Michalli das Kommando über eine galleota. Voller Stolz bezeichnete sich Michalli als patron. Ansonsten diente er im Kampf um das albanische Drivasto.

### comitoundarmiraio(1421–1434)
1421 bis 1434 fuhr Michalli als comito mit der Romania-Mudua. Diese hieß deshalb nach der „Romania“, weil die Venezianer das Gebiet des Byzantinischen Reiches zwischen Donau und Ostanatolien so bezeichneten. Mit der neuen Position kommandierte er de facto eine Galeere. Über ihm stand nur noch der sopracomito im Falle einer militärischen Operation, oder aber der patron im Falle eines zivilen Unternehmens. Neben den Aufgaben eines Schiffsführers, wie man heute einen Kapitän versteht, mit uneingeschränkter Befehlsgewalt also, verhandelte er auch mit den Lotsen. Michalli arbeitete zwar erstmals als comito auf einer Handelsgaleere, doch fuhr er allein sieben Jahre mit den besagten Wachschiffen. 
1422 wurde Michalli sogar armiraio in der Flotte des Nicolo Capello. Damit hatte Michalli die höchstmögliche Stufe einer solchen Karriere erreicht, denn die noch höheren Positionen waren dem venezianischen Adel vorbehalten. Er kommandierte damit eine ganze Flotte. Der armiraio diente auf dem Flaggschiff und war für sämtliche Flottenbewegungen zuständig, ebenso wie für das Wohlergehen und die Disziplin der Mannschaft. Eine solche Ehre wurde ihm nur noch in den Jahren 1428, 1436 und 1440 zuteil. Dennoch war das Jahr 1422 auch ein überaus schlechtes Jahr für Michalli, denn in diesem Jahr starb sein Sohn Teodorino. Woran er starb, ist nicht bekannt.
Als Murad II. den osmanischen Thron erbte und Venedig 1423 die Kontrolle über Thessaloniki erlangte, kam es zum Konflikt zwischen den beiden Mächten. Murad ließ den venezianischen Gesandten festsetzen und die Stadt belagern. Wieder diente Michalli als comito unter Pietro Loredan, der den Auftrag hatte, durch Plünderungen im Raum Gallipoli Verhandlungen zu erzwingen. 1425 diente er in derselben Position unter Fantin Michiel, der Auftrag hatte, die osmanischen Befestigungen um die belagerte Stadt anzugreifen. Bei einem solchen Angriff, bei dem Michalli mitwirkte, kamen 40 Türken ums Leben, 30 wurden gefangen genommen. Danach unternahm die Flotte einen erneuten Angriff auf Gallipoli, doch diesmal wurde sie zurückgeschlagen. Dabei kamen 60 Männer ums Leben. Das belagerte Thessaloniki musste mit Lebensmitteln versorgt werden, wozu Michallis Flotte 1426 und 1427 ins Schwarze Meer fuhr.
Das Jahr 1428 sah Michalli wieder auf einem der Wachschiffe, diesmal aber als armiraio in der Flotte unter Andrea Mocenigo, dessen Befehle er überliefert hat. Außergewöhnlich war, dass die Unternehmung bis 1429 dauerte, als Mocenigo Order erhielt, Gallipoli anzugreifen und die dort festgesetzten venezianischen Schiffe zu befreien. Als die Schiffe am 30. Juni 1429 dort ankamen, mussten sie jedoch feststellen, dass die Türken ein gewaltiges Palisadenwerk um den Hafen aufgeführt hatten. Zunächst verlief der Angriff, den Michalli geplant zu haben scheint, wenn man seinen Aufzeichnungen folgt, erfolgreich. Doch als Michallis Schiff und einige weitere bereits in den Hafen eingedrungen waren, weigerten sich die anderen Schiffsführer seinem Befehl Folge zu leisten und nachzurücken. Durch die schmale Lücke, die Michallis Schiffe beim Eindringen in die Palisaden gebrochen hatten, mussten sie nun unter schwerem Feuer fliehen. Trotz der Befehlsverweigerung erhielten die Schiffsführer nur milde Strafen. Saloniki fiel 1430 endgültig. In diesem Jahr fuhr Michalli als homo de conseio nach Flandern. 
Dies hatte jedoch seine Ursache weniger in der Stärke der Osmanen, als vielmehr in den heftigen Kämpfen, die mit dem Mailänder Filippo Maria Visconti ausbrachen, der die Kontrolle über Genua gewonnen hatte. Wieder unter Pietro Loredan fuhr Michalli 1431 Richtung Genua, wo die Flotten am 27. August nahe der Stadt aufeinandertrafen. Binnen zwei Stunden gelang den Venezianern ein schneller Sieg, bei dem allerdings Hunderte ihr Leben verloren. Auch Michalli wurde dabei so schwer verletzt, dass er schrieb, er sei „verwundet und gebrochen heimgekehrt.“ Dennoch fuhr er auch 1432 wieder unter dem Loredan, um die Genuesen von einem Rachezug abzuhalten. Bis zum Ende des Krieges im Jahr 1433 plünderten die Genuesen jedoch Korfu und einige Inseln in der Ägäis.
Michalli, der bereits 1421 und 1427 nach Tana im Schwarzen Meer gefahren war, und 1426 nach Trapezunt, steuerte 1433 auf einer Handelsgaleere Alexandria an. Doch der östliche Mittelmeerraum wurde mit der Expansion des Osmanenreichs, vor allem aber mit der veränderten Politik der Genuesen, wieder erheblich schwieriger zu befahren. Schon 1423 war die Alexandria-Mudua mit der Beirut-Mudua zusammengelegt worden. Bei dieser Gelegenheit könnte Michalli Rhodos einen ersten Besuch seit 1401 abgestattet haben. 
1434 fuhr Michalli das erste und einzige Mal nach Aigues-Mortes in Südfrankreich, wohin für einige Zeit gleichfalls eine Mudua fuhr. Von dort ging es weiter an der südfranzösischen und der katalanischen Küste entlang. Auch passierte er Genua. Die Teilnahme an dieser Mudua hatte Michalli keineswegs geplant, denn er wollte nach Flandern fahren. Er wurde zwar gewählt, doch hatte der Senat diese Wahl wegen unerlaubter Einflussnahmen kassiert. Als Reaktion auf entsprechende Beschwerden erhöhte der Senat zugleich die Menge der Waren, die die Seeleute auf eigene Rechnung verkaufen durften. 
Darüber hinaus mussten nichtadlige Seeleute seit 1430 die Namen ihrer Schiffskommandanten nennen, und bestätigen, dass sie vollständig entlohnt worden waren. So könnte Michallis Werk eine Reaktion auf diese Gesetzesänderungen sein, denn 1434 wurde das Werk begonnen, und es ist offenbar nach Ausweis der Schriftanalyse bis 1435 in einem Zug geschrieben worden. Danach folgen zwar Ergänzungen bis 1443, doch die Handschrift weist zunehmend, wohl bedingt durch das zunehmende Alter und die physische Schwäche Michallis, Veränderungen auf.

### homo de conseio(1435–1443)
Die Jahre 1435 bis 1443 sahen Michalli von Rhodos auf dem Höhepunkt seiner Karriere; zwei Mal als armiraio und nur ein einziges Mal unterhalb der Position eines homo de conseio. Ein solcher ‚Mann des Rates‘ war nur auf Handelsgaleeren vorgesehen, doch widersprechen sich die Quellen hinsichtlich des Aufgabenkatalogs dieser Position. Möglicherweise war er eine Art Navigator, doch üblicherweise war dies eine Aufgabe, die bereits comito oder paron ausübten, unterstützt von den nochieri. Auch war er nicht deren Vorgesetzter. Vielleicht beriet Michalli die oftmals mitreisenden Anteilseigner, von denen er jedoch keineswegs engagiert wurde. Es war üblich, dass Staatsbedienstete aus etwa 30 geeigneten Männern in einem Wahlverfahren, das höchste Ansprüche stellte, bestimmt wurden. Nur 1430 war Michalli von diesem Gremium, dem Collegio, gewählt worden. Dieses Collegio bestand aus dem Dogen und seinem engsten Beraterkreis, insgesamt 21 Adligen. Möglicherweise verfasste Michalli sein Manuskript genau wegen dieses Wahlverfahrens, denn damit konnte er seine Begabung, seine Erfahrung und seine Erfolge belegen. Der Reiz dieser Position für erfahrene Seemänner lag vielleicht in einer noch höheren portata. 
1436 fuhr Michalli als armiraio wieder einmal nach Flandern unter dem Befehl von Franzesco Chapello. Als Michalli von dieser Reise zurückkehrte, musste er feststellen, dass seine zweite Frau Cataruccia verstorben war.

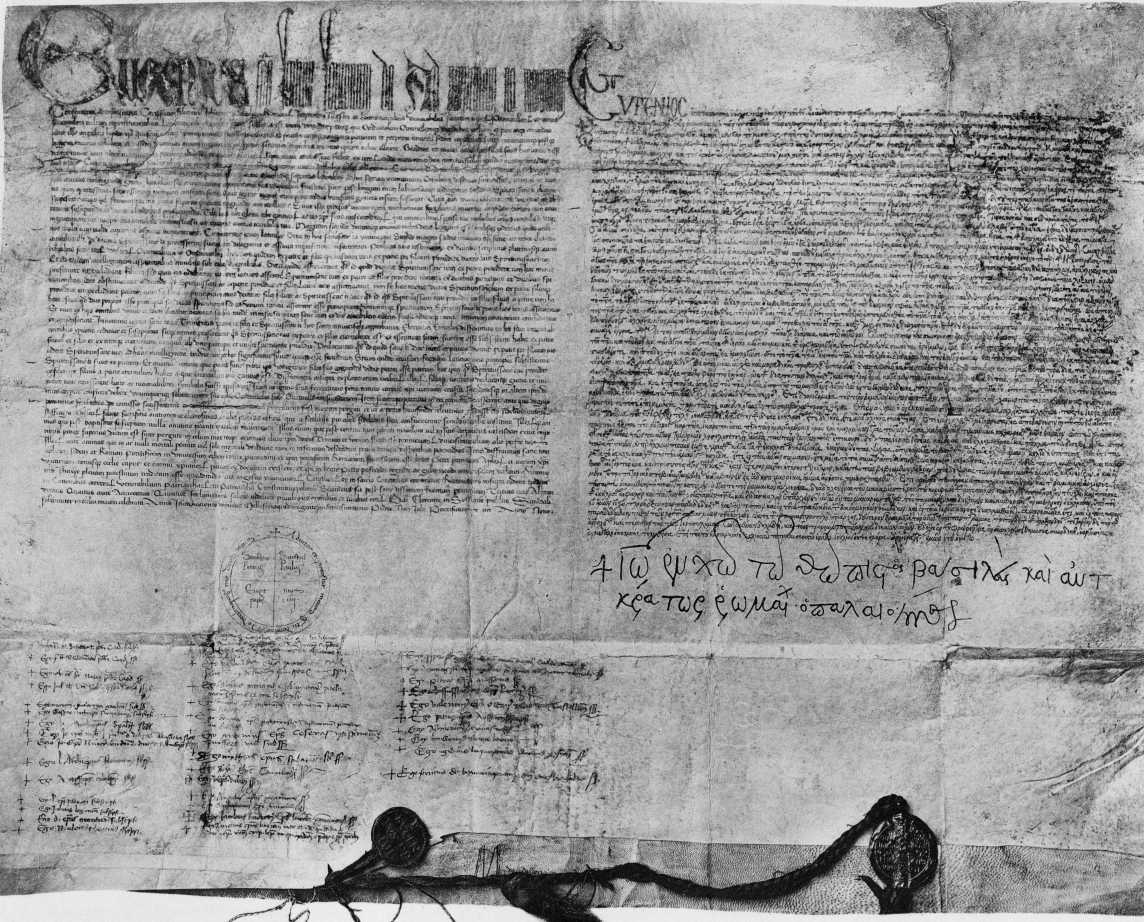
Die zweisprachige Unionsbulle Eugens IV. von 1439 mit der griechischen Unterschrift des byzantinischen Kaisers Johannes VIII. versehen, der Bleibulle des Papstes und der Goldbulle des Kaisers. 1437 gab Michalli dem Kaiser sicheres Geleit von Konstantinopel in den Westen Europas.

1437 fuhr er nach Konstantinopel, um Kaiser Johannes VIII. sicheres Geleit für seine Reise in den Westen zu geben. Mit dieser Reise versuchte der Kaiser die westeuropäischen Mächte zur Hilfe für das inzwischen fast nur noch aus der Hauptstadt bestehende Byzantinische Reich zu gewinnen. Auf den Konzilien von Ferrara und Florenz versuchte er eine Überwindung des Schismas von 1054 zu erreichen und katholische und orthodoxe Kirche wieder zusammenzuführen. Als der Kaiser 1439 zurückkehrte, geschah dies mit der Flotte, mit der Michalli als homo de conseio mitfuhr. 
Als armiraio fuhr Michalli zudem 1440 mit der Flotte, die König Janus von Zypern seine venezianische Braut überbrachte, bevor sie weiter nach Beirut fuhr.
Neben diesen militärischen und wohl auch diplomatischen Aufgaben fuhr Michalli 1435 in Handelsangelegenheiten nach Moncastro, ein ungewöhnlicher Zielort für die Romania-Mudue. Damit begann ein kurzlebiger Versuch Venedigs, über diesen Hafen an der Westküste des Schwarzen Meeres eine neue Handelsroute nach Russland und Richtung Zentralasien zu eröffnen. Weitere Handelsfahrten sahen Michalli 1438 wieder in London, 1441 in Flandern und 1442 in Alexandria. Auf seiner letzten Reise kam er 1443 noch einmal nach London.

### Stadtwaage, Krankheit, Testament, zweites Manuskript und Tod (1444–1445)
1444 nahm Michalli nicht mehr an den Wahlen teil und er konnte auch 1445 keines der höheren Ämter mehr erlangen. Stattdessen erhielt er am 28. Januar 1445 einen von elf Posten an der Stadiera, der öffentlichen Waage Venedigs. Eine solche Stellung galt als Altersposten für verdiente Staatsdiener, denn Michalli war nunmehr mindestens 60 Jahre alt. Im Juli holte Michalli einen Notar in sein Haus, um sein 1441 aufgesetztes Testament zu ändern. Darin heißt es, er sei zwar krank, jedoch gesund an Verstand und Seele. Er reduzierte das Legat für einen seiner ehemaligen Sklaven sowie die Spenden für ein Hospiz, denn er brauchte das Geld nunmehr selbst, weil er krank war. 
Dieser Zustand war möglicherweise der Grund, warum Michalli 1444 begann, ein zweites Manuskript zu verfassen. Dabei übertrug er große Teile seiner ersten Schrift, ließ aber die langen Passagen zum Schiffbau und zur Mathematik aus. So entstand seine Raxion de' Marineri, eine Methodenlehre, die sich eher an Seeleute wandte. Kurz nachdem sein letzter Wille aufgesetzt war, starb Michalli. Seine dritte Frau Menegina, von der wir sonst nichts wissen, überlebte ihn.
Sein Manuskript gelangte an den venezianischen Seemann Pietro di Versi (um 1420–1484). Michallis Name wurde abgeschabt und der des neuen Besitzers, der das Manuskript vielleicht gekauft hatte, darübergeschrieben. Di Versi galt jahrhundertelang als der Autor der Handschrift.

## Die Manuskripte
Das Manuskript von 1434 wurde 1966 in einer privaten Sammlung wiederentdeckt, doch dauerte es bis zum Jahr 2000, bis der neue Besitzer dem Dibner Institute for the History of Science and Technology Zugang zum Manuskript gewährte.
„Michalli da Ruodo“ nennt seinen Namen in dem 440 Seiten starken, in der venezianischen Sprache geschriebenes Manuskript nur zwei Mal. Nur zwei griechische Gebete verweisen auf seine Herkunft, die er jedoch in lateinischem Alphabet, phonetisch geschrieben, abfasste. 
Das Manuskript stellt ein Buch dar, dessen Inhalt zwischen zwei Einbänden liegt. Dabei macht es zunächst den Eindruck, als stehe der Verfasser in der Tradition der mittelalterlichen Handbücher, die für den Handel geschrieben wurden, wie etwa des Zibaldone da Canal oder Pegolottis Pratica della mercatura. Allerdings fehlen die für dieses Genre typischen Abhandlungen über Maße und Gewichte, über Geld und Münzen, Steuern, Zölle und Abgaben, oder Beobachtungen über Handelskonditionen in den verschiedenen Regionen. Beide Textgattungen kennzeichnet zudem, dass ihre Inhalte aus jeweils älteren Werken stammen, und damit für die Zeitgenossen nicht immer unmittelbar von praktischem Wert waren. Es handelte sich daher vielfach um eine Texttradition.

### Inhalt
Tatsächlich beginnt das Werk mit mathematischen Problemen, die immer Bezug zum Handel haben, die allein 90 Folia umfassen. Diese beginnen mit einfachen Problemen, die zunehmend komplexer werden. Dieses Vorgehen steht in der Abakus-Tradition, die Leonardo Fibonacci († nach 1240) begründete. Abgesehen von der Beschreibung des Umgangs mit dem marteloio, einer proto-trigonometrischen Technik zur Kursberechnung (f. 47a–48b), stehen Michallis mathematische Ausführungen in keinem Zusammenhang zur Schifffahrt. Die sich unmittelbar auf derselben Lage anschließende siebenseitige Lebensbeschreibung Michallis ist offenbar in einem Zuge angefügt worden, so dass der harte Bruch zwischen den Themen nicht auf ein Neuarrangement des Buches zurückgehen kann. Er ist intendiert.

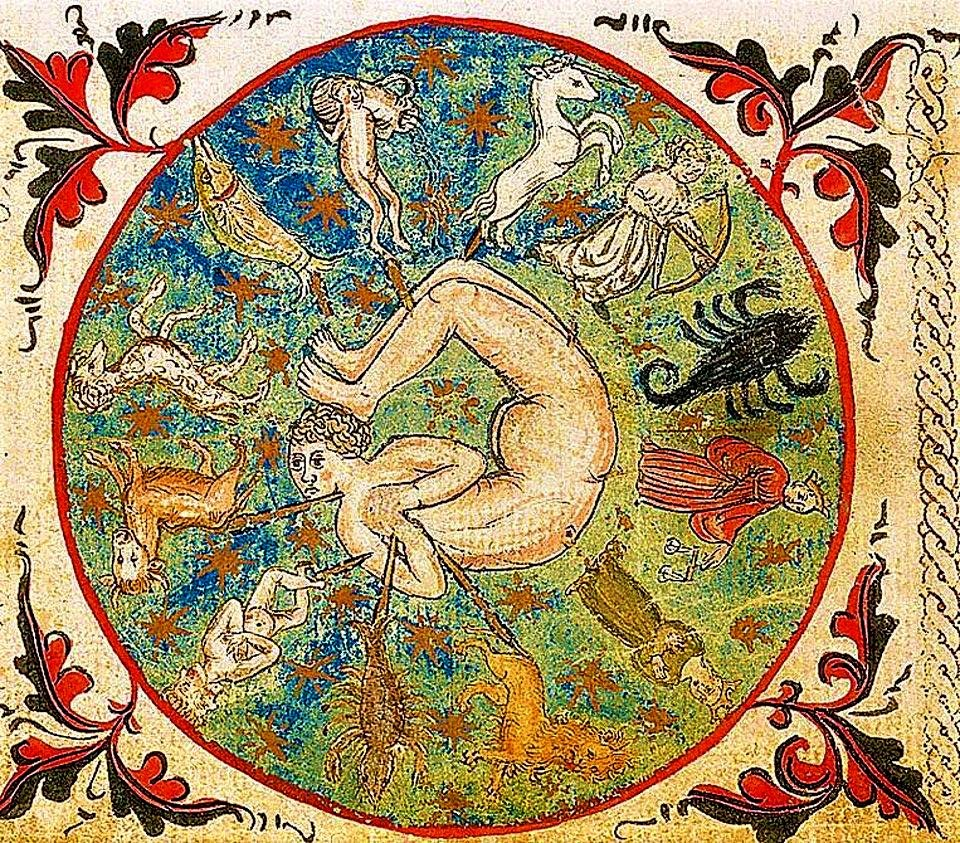
Tierkreiszeichen

Wie es Tradition war, so fügte Michalli auf den etwa 100 folia, die auf seine siebenseitige Lebensbeschreibung folgen, Abschnitte ein, die von anderen Verfassern stammten. Er setzt in dieser Tradition auf astrologisches Material, das er einem Heiligenkalender hier und da anfügt, gefolgt von selbst gezeichneten Tierkreiszeichen. Auf folio 111 folgt eine Kopie der Befehle von 1428, die Andrea Mocenigo der venezianischen Flotte gab, gefolgt von Anweisungen für Schiffe, die nach Venedig einfuhren. Dann folgt der einzige Eintrag, bei dem Michalli den Autor angibt. Dabei handelt es sich um einen Portolan von Juan Pires, Lotse aus Flandern, für die Strecke von Cádiz nach Brügge. Zwei weitere Portolane, einen für Apulien, einen für die Bucht von Thessaloniki, hängte Michalli am Ende an. Auf Pires folgt eine detaillierte Beschreibung zum Schneiden von Segeltuch. Dann folgen Osterberechnungen, die ja in Zusammenhang mit den Mondphasen stehen, ein Thema, das wieder einen gewissen Zusammenhang zur Seefahrt bietet. Auf die Themenkreise, die für die Seefahrer dazugehörten, wie die vom Mond abhängigen Gezeiten, kommt Michalli erst wieder gegen Ende des Manuskripts zurück, während die Osterberechnungen an dieser Stelle explizit liturgischen Charakter haben. Schließlich folgen 50 Seiten farbiger Darstellungen von Schiffen, die dem Manuskript seit seiner Entdeckung die meiste Aufmerksamkeit eintrugen, denn die fünf illustrierten Texte stellen die älteste Darstellung zum Schiffbau dar. 

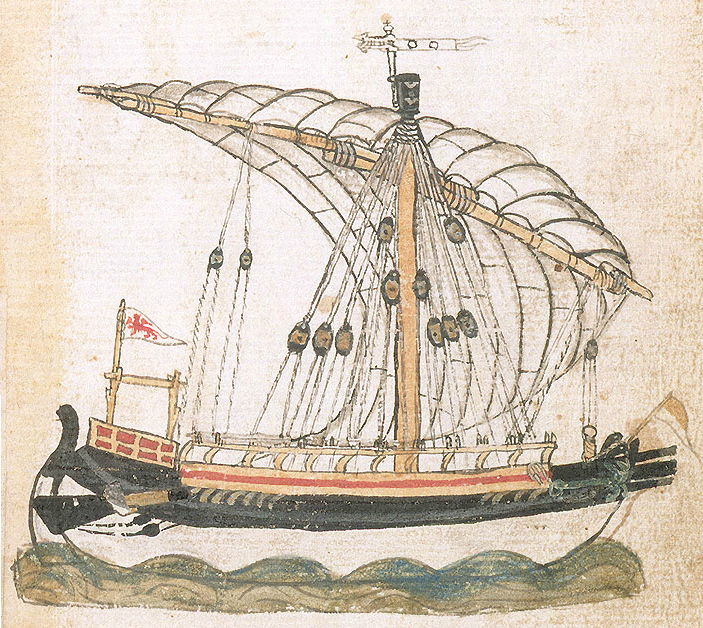
Darstellung einer Flanderngaleere

Dabei lässt sich dieser Abschnitt thematisch in zwei Gruppen aufteilen. Die erste beinhaltet drei Abhandlungen über Galeeren, also die Flandern-, die Romania- und die leichte Klasse, wobei letztere militärischen Zwecken, die ersten beiden Handelszwecken dienten. Dabei war die Flandernklasse eher für den Atlantikverkehr gedacht, die Romaniaklasse eher für den auf dem Mittelmeer. Die zweite Gruppe umfasste Schiffe mit Lateinersegeln und einer den mediterranen Verhältnissen angepassten Koggentypus. Michalli beschreibt allerdings keineswegs Schritt für Schritt, wie man ein Schiff baut, sondern er liefert vor allem Maße und Angaben zur Takelage. Alan M. Stahl nimmt an, dass er diese Angaben, die sicherlich der staatlichen Geheimhaltung unterlagen, von Nicolo Palopano erhalten hat, dem Oberaufseher über den Schiffbau, den der Senat 1424 unter erheblichem Aufwand von Rhodos nach Venedig geholt hatte. Der Abschnitt über die zweite Gruppe dreht sich um private Schiffbauten, die in Werften (squeri) außerhalb des Arsenals gebaut wurden. Er liefert weniger technische Maße, sondern berichtet erzählerisch („wir“) von derartigen Bauten, was als Hinweis auf eine andere Informationsquelle gelten kann. 
Auf folio 147b fügte Michalli eine eigene Erfindung ein, eine Rüstung mit einem Helm und einem darauf befindlichen „M“. Welche Botschaft mit dem darüber befindlichen Nager, der eine blutende Katze hält, und den rechts und links davon abgebildeten Rüben verbunden ist, die Michalli an so exponierter Stelle auf einer Recto-Seite platzierte, ist unklar.
Den letzten Abhandlungen über Schiffbau folgen Gebete, darunter die beiden besagten in lateinischer Schrift, aber griechischer Sprache. Dann folgen wieder mathematische Probleme und Portolane. Michallis Hand endet auf folio 202 mit einer Darstellung des hl. Christophorus, der Jesus auf dem Arm trägt. Diese Seite muss häufig in Gebrauch gewesen sein, denn sie weist am meisten entsprechende Spuren auf. Die nachfolgenden 40 Seiten sind zumeist leer, einige tragen Portolane von offenkundig anderer Hand. Schließlich wurde 1473 das Testament eines venezianischen Seemanns angefügt. 
Insgesamt ist das Werk kaum geeignet, um praktischen Zwecken zu dienen. Es macht den Eindruck, als wollte der Verfasser mit technischem Detailwissen glänzen, obwohl dieses mit seiner Tätigkeit nur wenig zu tun hatte, denn er war ja keineswegs Schiffbauer. Daher macht es den Anschein, als sei das Hauptmotiv für die Anlage des Werkes ein anderes gewesen. Michalli war zwar vom Interesse am Gegenstand seiner Darstellung selbst getrieben, und er brachte es auch in ein handliches Format für Reisen, doch versuchte er anscheinend mit der Handschrift seine Chancen bei den Wahlen zum armiraio oder zum homo de conseio zu erhöhen, also die 21 Männer im Wahlgremium zu beeindrucken. Aber er wollte seine Kenntnisse wohl auch weiterreichen. Daher stellt das Manuskript zugleich ein Dokument für die sich verändernde Wissenskultur der Frührenaissance dar. Es entstand eine Art Bewerbungsmappe, die Kenntnisse und Lehrherren, und damit gesellschaftliche Kontakte nachwies, die zugleich ein Lehrwerk darstellen konnte, ein Handbuch der Seefahrt.

### Wirkung
Das zweite Manuskript, die Raxion de' Marineri, entstand zwischen 1443 und 1445 und befindet sich heute in der Biblioteca Nazionale Marciana (Ms. It., cl.IV, 170 (=5379)). Es wurde 1991 durch Annalisa Conterio ediert. Bis 2004 glaubte man, Pietro di Versi sei der Autor, doch dann konnten Franco Rossi und Piero Falchetta vom Michael of Rhodes Project mittels ultravioletten Lichtes den Namen Michallis sichtbar machen.
Doch zunächst nahm paron Giovanni da Drivasto das Manuskript auf Seefahrt. Er schrieb 1473 seinen letzten Willen auf einige der leeren Seiten der Handschrift. Ein weiterer Besitzer hängte unpaginierte Seiten mit Portolanen an, während Michallis Seiten paginiert sind. 
Es wird angenommen, dass das Manuskript seinen Weg in die Sammlung des Humanisten Giovanni Battista Ramusio (1485–1557) fand. Kurz nach 1500 wurden von den Seiten, die sich mit dem Schiffbau befassen, drei Kopien angefertigt. Diejenige, die Ramusio selbst angefertigt hatte, gelangte nach Florenz, wo sie als Fabrica di galere bekannt wurde – sie befindet sich heute in der Florentiner Biblioteca Nazionale Centrale di Firenze (Coll. Magliabecchiana, Cl. XIX, cod. 7.). Andere Teile des ursprünglichen Manuskripts des Pietro di Versi wurden wiederum kopiert und landeten in verschiedenen Sammlungen, wo sie nicht weiter beachtet wurden. Michallis Manuskript blieb unbeachtet. 
In den 1830er Jahren jedoch entdeckte Auguste Jal die Kopie zum Schiffbau in Florenz wieder. Der damals bekannte Spezialist für die Geschichte des Schiffbaus nannte sie Fabrica di galere und edierte den Teil über die Galeeren „Memoire no. 5“ seiner Archaelogie Navale von 1840. Dieser fügte er eine französische Übersetzung hinzu. Der Verfasser des Manuskripts blieb unbekannt, auch wenn klar war, dass es eine ältere Vorlage gegeben haben musste. 
Michallis Manuskript wurde Anfang des 20. Jahrhunderts von Frederico Patetta (1867–1945) erworben, einem Historiker an der Universität Turin. Ob er es weiterverkaufte, oder ob dies durch seine Erben geschah, ist unklar. 1966 wurde es jedenfalls bei Sotheby’s angeboten. Obwohl sich Historiker darum bemühten, wurde die Handschrift von einem unbekannten Bieter ersteigert, und sie verschwand abermals. Erst als sie erneut vom selben Auktionshaus angeboten wurde, erschien sie im Jahr 2000 ein weiteres Mal. Der neue Besitzer machte die Quelle dem Dibner Institute for the History of Science and Technology in Cambridge (Massachusetts) zugänglich. Mithilfe von Mitteln des National Endowment for the Humanities und der National Science Foundation konnte ein internationales Team das Manuskript beforschen und neben einer gedruckten Publikation eine Website einrichten.

## Forschungsprojekt und Edition
Zur Erforschung und Publikation der Handschrift entstand das Michael of Rhodes Project unter Leitung von Pamela O. Long, Alan M. Stahl und David McGee. Michalli verfasste ein zweites Manuskript, das von Annalisa Conterio unter dem Titel Pietro di Versi, Raxion de' marineri. Taccuino nautico del XV secolo veröffentlicht wurde. Englisch erschien dieser Text 1994: John Dotson (Hrsg.): Merchant Culture in Fourteenth Century Venice: the Zibaldone da Canal, Binghamton 1994. und Mitherausgeber des dreibändigen Book of Michael of Rhodes. A Fifteenth Century Maritime Miscellany, ein Werk, das 2009 erschien.
Geleitet wird das 2003 begonnene Projekt von den Doctores Pamela O. Long, einer freien Historikerin, dann David McGee, Research Director der Burndy Library sowie Alan M. Stahl, Kurator an der Princeton University. Zu den besagten Unterstützern kommen die Einrichtungen The Gladys Krieble Delmas Foundation, die Burndy Library, der Dibner Fund und das Dibner Institute for the History of Science and Technology hinzu.
Zum Projekt gehören, bzw. gehörten Dieter Blume, Professor für Mittelalterliche Kunstgeschichte an der Friedrich-Schiller-Universität Jena, Mauro Bondioli, Schiffsarchäologe und Spezialist für frühvenezianischen Schiffbau, Piero Falchetta von der venezianischen Marciana-Bibliothek, Raffaella Franci, Mathematik- und Informatikprofessorin an der Universität Siena, Franco Rossi, Paläograph und Vizedirektor des Staatsarchivs Venedig und Direktor des Staatsarchivs Treviso, sowie Faith Wallis, Professorin für Sozialmedizin an der McGill University in Montreal, Spezialistin für mittelalterliche Chronologie und Medizingeschichte.